# Grae Kessinger
Grae Kessinger (Oxford, Misisipi, 25 de agosto de 1997) es un jugador profesional estadounidense de béisbol que se desempeña en la posición de campocorto en Houston Astros, equipo de las Grandes Ligas de Béisbol (MLB).

## Carrera
Fue seleccionado en la segunda ronda en el Draft de la MLB de 2019. En 2023 hizo su debut profesional con el equipo Houston Astros, donde lleva jugando una temporada.